# Émilie Ambre
Émilie Gabrielle Adèle Ambroise, nome d'arte Émilie Ambre (Orano, 6 giugno 1849 – Parigi, 11 aprile 1898), è stata una cantante lirica francese.
Amante di re Guglielmo III dei Paesi Bassi e nota soprano, di lei fece un ritratto Édouard Manet.

## Biografia
Nacque ad Orano nell'Algeria francese nel 1849, dai coloni Etienne Ambroise e Olympe Romain. Dopo la morte di entrambi i genitori rientrò in Francia, divenendo allieva del tenore Gustave-Hippolyte Roger. Negli anni 1870 esordì quindi come cantante lirica, affermandosi soprattutto come interprete della Carmen di Georges Bizet.
Nel 1877, durante un tour operistico nei Paesi Bassi, fece la conoscenza di re Guglielmo III d'Olanda, che si innamorò follemente di lei. Pare che il sovrano avesse talmente perso la testa per la Ambre, nel frattempo divenuta sua amante, da conferirle un titolo nobiliare e da progettare di sposarla dopo la morte della sua prima moglie Sofia di Württemberg, anche a costo di effettuare un matrimonio morganatico e rinunciare così al trono. Il re fu infine convinto dai suoi ministri a desistere dai suoi propositi, e la relazione tra i due ebbe fine nel 1879, quando Guglielmo si risposò con Emma di Waldeck e Pyrmont, madre della futura regina Guglielmina dei Paesi Bassi.

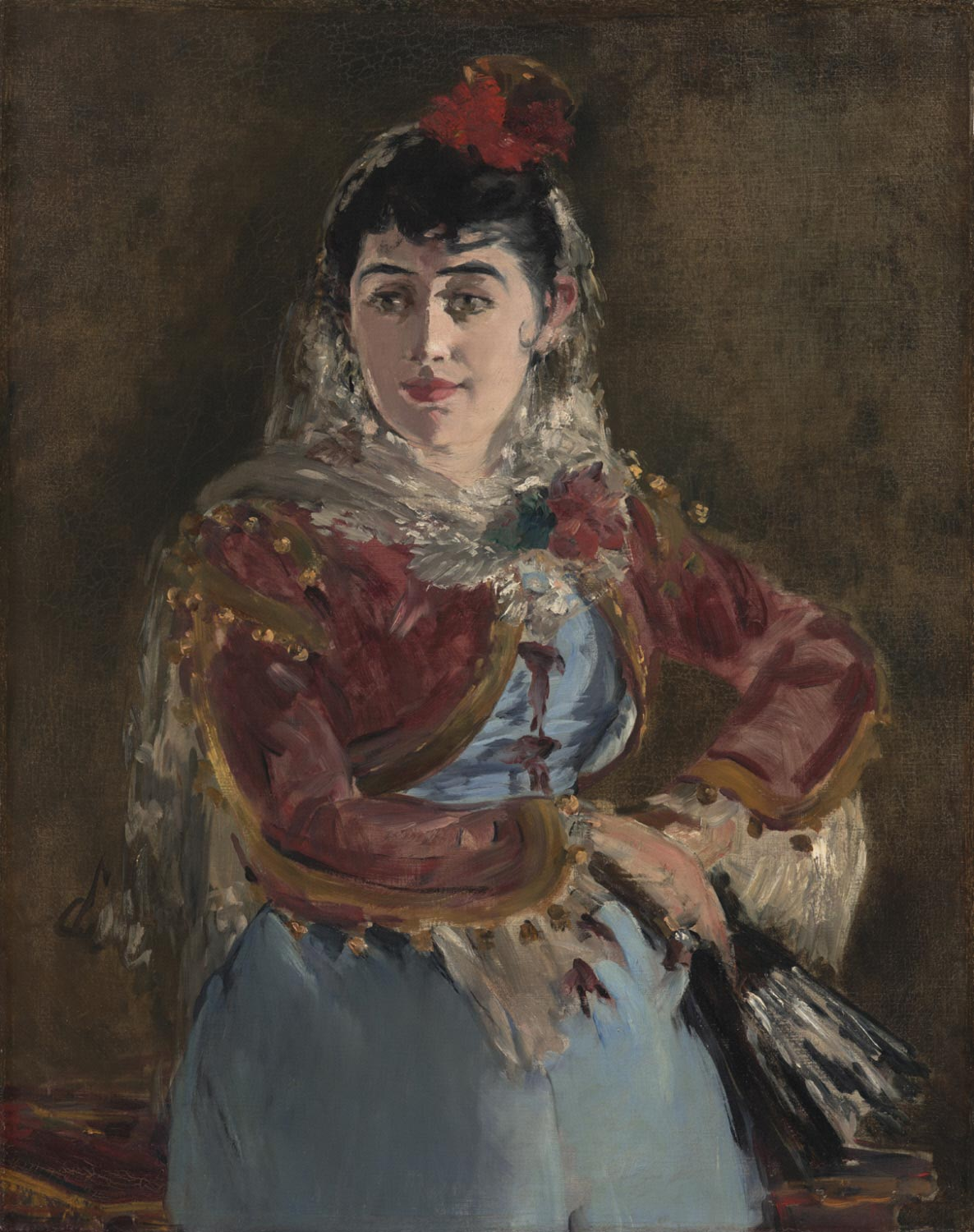
Ritratto di Émilie Ambre come Carmen (Édouard Manet, 1880)

Dopo la travagliata esperienza olandese, la cantante tornò in Francia, dove riscosse nuovo successo e divenne amica di numerosi artisti, segnatamente di Édouard Manet, di cui possedette varie opere. In seguito si associò all'impresario James Henry Mapleson, che la portò in tour negli Stati Uniti d'America grazie anche alle conoscenze del nuovo amante Gaston de Beauplan. Mentre recitava nei teatri d'opera statunitensi, organizzò esposizioni delle opere dell'amico Manet, contribuendo a farlo conoscere oltreoceano. Rientrata in Francia nel 1880, Manet eseguì anche un suo ritratto, tra le sue ultime opere prima della sua morte sopraggiunta nel 1883. Nel ritratto la cantante è raffigurata nel ruolo di Carmen, suo principale personaggio sulle scene.
Il tour statunitense si era tuttavia rivelato complessivamente un fallimento, e la relazione con de Beauplan presto terminò, nonostante la nascita nel 1882 dell'unico figlio della coppia Robert de Beauplan (1882-1951), che per i primi anni di vita visse col padre date le frequenti assenze della madre, spesso in tour. Inoltre inizialmente la madre si rifiutò di riconoscere il figlio come proprio. Nel 1885 scrisse la propria biografia: Émilie Ambre, una diva.
La morte di de Beauplan nel 1890 costrinse la Ambre a ritirarsi dalle scene per accudire il figlio, che finalmente riconobbe come proprio. Si risposò nel 1894 con l'organista Marc Charles Bouichère, ma egli morì ancora giovane l'anno successivo. La morte del secondo marito fu un duro colpo per l'ex-cantante, che cominciò a condurre una vita estremamente ritirata e probabilmente cadde in depressione. Émilie Ambre morì improvvisamente nel 1898, e si vociferò si fosse trattato di suicidio tramite autoavvelenamento.